# Marcello Albino
Marcello Albino (Torino, 7 ottobre 1971) è un ex calciatore italiano, di ruolo centrocampista.

## Caratteristiche tecniche
Albino era un giocatore velocissimo il suo stile di gioco era spesso da regista, però spesso, ad Ancona Albino riusciva a fare un gol dopo aver scartato 5 o 6 avversari, e questa caratteristica diventò molto utile soprattutto durante la sua permanenza al Cagliari.

## Carriera
Cresciuto nelle giovanili del Torino, rimase nel giro della prima squadra per tutta la stagione 1990-1991 senza però mai scendere in campo o essere convocato in partite ufficiali. L'anno successivo passò alla Pro Sesto, militante in Serie C1, squadra nella quale restò per due stagioni marcando otto reti in 54 presenze. Nel 1993 passò alla Lucchese guidata da Fascetti, al tempo in Serie B, dove fece registrare 29 presenze e una rete nel primo campionato disputato. Nella sua seconda stagione, giocò ulteriori sei partite, mettendo a segno una rete su rigore, prima di essere ceduto all'Alessandria in Serie C1: con i piemontesi rimase fino a fine stagione, giocando 23 gare senza andare a segno.
Dopo una stagione ancora nelle file della Pro Sesto, passò nel 1996 al Prato, rimanendo quindi nella terza serie italiana, dove siglò cinque reti in 31 gare. L'anno successivo passò quindi alla Cremonese, dove alla prima stagione conquistò la promozione in Serie B: nella stagione seguente arrivò però l'ultimo posto nella serie cadetta e la conseguente retrocessione in Serie C. Nel 1999 arrivò all'Ancona, dove conquistò nuovamente la promozione in Serie B alla sua prima stagione di militanza: con i marchigiani militò per tre stagioni, siglando ventitré reti in 92 presenze tra C1 e B.
Nel 2002 venne ceduto al Modena neopromosso in Serie A, con il quale esordì nella massima serie il 14 settembre 2002 in Modena-Milan 0-3. Al termine della stagione, dopo aver giocato 13 gare, venne ceduto al Cagliari in Serie B, con il quale ottenne una nuova promozione alla sua prima stagione da titolare e dove marcò 15 ulteriori presenze in Serie A nella stagione 2004-2005, arrivando a segnare 3 reti, servendo la squadra come regista. Nel 2005 tornò nuovamente nella serie cadetta con la Triestina, dove giocò solo 7 gare prima di passare all'Avellino: qui raccolse solo 12 presenze con il club campano, che retrocesse in C1 a fine stagione.
Nel 2006 si accasò al Perugia in serie C1, ma venne ceduto nel mercato di gennaio alla Pistoiese militante nella medesima categoria, giocando 26 gare complessivamente. L'anno successivo passò invece al Legnano, neopromosso in quella stagione in C1, con il quale siglò una rete in 13 presenze prima di rescindere il contratto nell'estate del 2008.
Ha giocato le ultime due stagioni (dal 2008 al 2010) con la maglia del Verbano, militante in Eccellenza, prima di passare nell'Inveruno, militante nella medesima categoria.